# Гевенешть (Горж)
Гевенешть, Гевенешті (рум. Găvănești) — село у повіті Горж в Румунії. Входить до складу комуни Белешть.
Село розташоване на відстані 242 км на захід від Бухареста, 10 км на захід від Тиргу-Жіу, 94 км на північний захід від Крайови.

## Населення
За даними перепису населення 2002 року у селі проживали 209 осіб, усі — румуни. Усі жителі села рідною мовою назвали румунську.